# NGC 5365
NGC 5365 je lećasta galaktika u zviježđu Centauru.

## Vanjske poveznice
- (engl.) SEDS: NGC 5365
- (engl.) Revidirani Novi opći katalog
- (engl.) Izvangalaktička baza podataka NASA-e i IPAC-a
- (engl.) Astronomska baza podataka SIMBAD
- (engl.) VizieR
- DSS-ova slika NGC 5365  Arhivirana inačica izvorne stranice od 22. veljače 2016. (Wayback Machine)